# Albert Champoudry
Albert Alphonse Champoudry (ur. 8 maja 1880 w Paryżu, zm. 23 czerwca 1933 tamże) – francuski lekkoatleta specjalizujący się w biegach, medalista olimpijski.
Reprezentował barwy Francji na rozegranych w 1900 r. w Paryżu letnich igrzyskach olimpijskich, podczas których zdobył srebrny medal w biegu drużynowym na 5000 metrów.